# Beta hidroksilna kiselina
Beta hidroksilna kiselina je organsko jedinjenje koje sadrži karboksilnu i hidroksilnu funkcionalnu grupu koje su razdvojene sa dva ugljenikova atoma. Beta hidroksilne kiseline su usko povezane sa alfa hidroksilnim kiselinama, u kojima su dve funkcionalne grupe razdvojene jednim ugljenikovim atomom.
Naziv beta hidroksilna kiselina u kozmetici se odnosi na salicilnu kiselinu, koja se koristi u kremama protiv akni i drugih kožnih poremećaja. 

## Osobine
U poređenju sa kiselinama bez hidroksilnih grupa, ove kiseline su jače. One su slabije od alfa hidroksi kiselina. Usled većeg rastojanja, intramolekulski vodonični most se teže formira u odnosu na alfa hidroksi kiseline. 
| Ime                           |      |
| ----------------------------- | ---- |
| Propionska kiselina           | 4.87 |
| α-Hidroksipropionska kiselina | 3.86 |
| β-Hidroksipropionska kiselina | 4.51 |